# Michel Roux
Michel Roux, OBE (n. 19 aprilie 1941, Charolles, Bourgogne, Franța – d. 11 martie 2020, Bray⁠(d), Windsor and Maidenhead, Anglia, Regatul Unit), cunoscut și sub numele de Michel Roux Snr., a fost un bucătar și restaurator de origine franceză, care a lucrat în Marea Britanie. Alături de fratele său Albert, a deschis Le Gavroche, care a devenit ulterior primul restaurant cu trei stele Michelin din Marea Britanie, și The Waterside Inn, care a fost primul restaurant din afara Franței care a deținut trei stele pentru o perioadă de 25 de ani. 
Roux l-a urmat pe fratele său și a devenit bucătar de patiserie și din nou în Anglia, unde au deschis primul lor restaurant. Împreună, ei au fost descriși drept „nașii bucătăriei moderne de restaurant în Marea Britanie”, iar Roux a primit mai multe ordine franceze și a primit două premii pentru întreaga carieră din partea unor publicații. A fost decorat într-o perioadă de Serviciu Național pentru Franța în anii 1960.
El a fondat Roux Brothers Scholarship împreună cu Albert în 1984 și a lucrat în calitate de consultant pentru companii precum British Airways și Celebrity Cruises de-a lungul anilor. După ce el și fratele său s-au despărțit în afaceri în 1986, Roux a preluat Waterside Inn, pe care i l-a predat fiului său, Alain, în 2002. El a rămas activ ca scriitor și a apărut în emisiuni de televiziune, precum Saturday Kitchen, MasterChef, și serialul despre familia Roux, The Roux Legacy, și la radio în Woman's Hour pe BBC Radio 4.

## Carieră
Michel Roux s-a născut în Charolles, Saône-et-Loire, într-o cameră deasupra magazinului de mezeluri al bunicului său. S-a mutat la Paris cu familia sa după război, unde tatăl său, Michel, și-a înființat propriul magazin de mezeluri, după ce nu a preluat afacerea familiei din orașul Charolles. Tatăl său a pierdut toți banii familiei la pariuri, iar magazinul a fost închis pentru a preveni intrarea în faliment. Până când Roux a împlinit zece ani, tatăl său părăsise familia și nu s-a mai auzit de el de atunci.
Fratele mai mare al lui Michel, Albert, devenise deja patissier (patiser) și Roux l-a urmat în acest domeniu la vârsta de paisprezece ani. El a devenit ucenic la Camille Loyal în Belleville, lucrând 70 de ore pe săptămână. Albert i-a găsit lui Roux de lucru după ce ucenicia s-a încheiat. În timp ce Albert lucra la Ambasada Britanică din Paris, ca bucătar-șef, Roux i s-a alăturat acolo ca bucătar de patiserie. După aceea s-a mutat pentru a deveni bucătar alături de Philippe de Rothschild, în timp ce Albert s-a mutat în Anglia pentru a lucra acolo.
Între 1960 și 1962, Roux a servit în serviciul militar. El a fost întâi staționat la Palatul Versailles, dar a fost ulterior mutat în Bechar, Algeria. El a fost distins cu Médaille commémorative des opérations de sécurité et de maintien de l'ordre en Afrique du Nord.

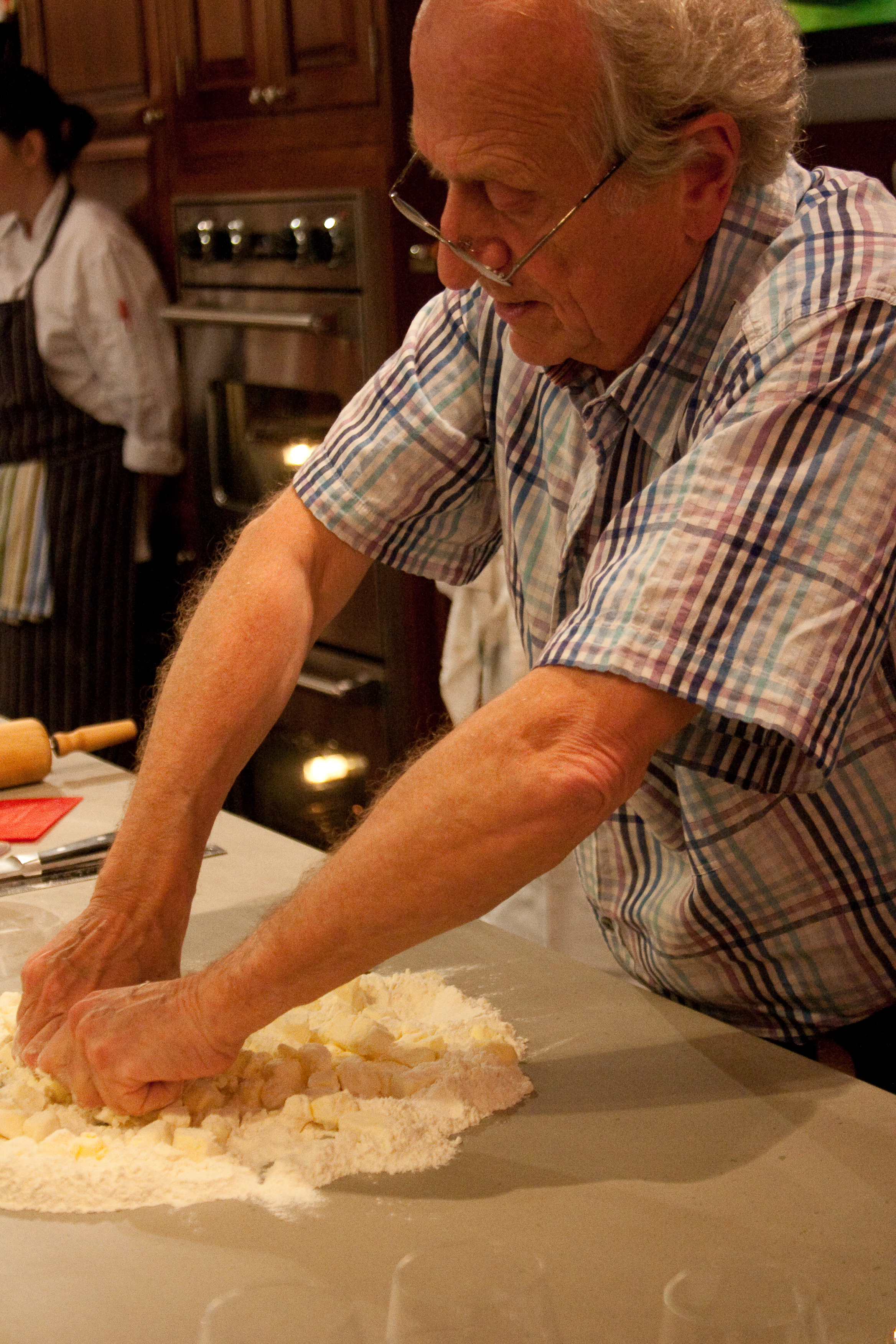
Michel Roux face produse de patiserie în 2009

Roux aproape decisese să renunțe la gătit pentru a deveni cântăreț de operă, dar l-a urmat pe Albert la Londra, deși nu era capabil să vorbească limba engleză. El își amintea mia târziu că oamenii credeau că era nebun pentru că a plecat acolo, având în vedere faptul că el considera bucătăria engleză ca fiind oribilă.
În 1967, frații au deschis primul lor restaurant, Le Gavroche, în Lower Sloane Street în Londra. La petrecerea de deschidere au participat celebrități precum Charlie Chaplin și Ava Gardner. Pentru săptămâna de după deschidere, se pare că Chaplin a fost transportat prin Londra astfel încât să poată să mănânce acolo. În 1972, frații au deschis un al doilea restaurant, Waterside Inn, în Bray, Berkshire, și și-au lansat o afacere de catering.
În 1974, când au fost acordate stele Michelin pentru prima dată în Marea Britanie, Le Gavroche și Waterside Inn au câștigat câte o stea și s-au aflat și printre restaurantele care au câștigat două stele pentru prima dată în 1977. Le Gavroche s-a mutat la o nouă locație în Mayfair, în 1982, și în același an a devenit primul restaurant din Marea Britanie care a fost distins cu trei stele Michelin. În 1985 a urmat același rating pentru Waterside Inn, dar Le Gavroche a revenit la două stele în 1993 și nu și-a mai recăpătat nivelul de trei stele. În 2010, Waterside Inn a devenit primul restaurant din afara Franței care a avut trei stele Michelin pentru o perioadă de 25 de ani.
În 1986, frații și-au împărțit afacerea cu restaurante între ei, în urma unui dezacord cu privire la direcția afacerilor. Albert a luat Le Gavroche, în timp ce Michel a luat Waterside Inn. Michel a fost consultant la British Airways timp de douăzeci de ani, între 1983 și 2003, și pentru Celebrity Cruises din 1990. Firma de catering a fraților Roux a fost achiziționat de către Compass Group în 1993, păstrându-l pe Albert drept consultant.
Fiul lui, Alain Roux, conduce în prezent Waterside Inn în Bray, după ce a preluat funcția de bucătar în 2002.
În iulie 2008, Roux a anunțat că se mută definitiv în Crans-Montana, Elveția, citând îngrijorări cu privire la starea de siguranță publică din Marea Britanie. El a deținut, de asemenea, o vie și o casă pe Coasta de Azur în Franța.

## Viață personală
Michel Roux a fost fratele lui Albert Roux. Michel a avut un fiu pe nume Alain Roux, în timp ce fiul lui Albert se numește Michel Roux Jr. Când Alain avea zece ani, Roux și soția sa au divorțat, iar soția lui i-a luat pe Alain și pe cele două surori ale sale în Franța. Alain vizita în timpul vacanțelor școlare și lucra cu Michel în bucătărie și a decis la vârsta de paisprezece ani că vrea să devină bucătar-șef ca tatăl său.
Roux a întâlnit-o pe a doua lui soție (1984-2017) Robyn Joyce, după ce a fost trimis la întâlnirea cu ea de fostul ucenic Leigh Stone-Herbert în Sydney, Australia. Relația a fost creditată cu apariția oportunității instruirii bucătarilor australieni de frații Roux.
Michel Roux a murit la vârsta de 78 acasă, în Bray, Berkshire, după o suferință de fibroză pulmonară idiopatică.